# 願其名泯絕
願其名泯絕（希伯來語：‎，羅馬化：yīmmaḥ šəmō，縮寫）是希伯來語中的一種詛咒，用於人民公敵的名字之後。此語是希伯來語中最強烈的詛咒之一。又作願其名其誌泯絕（希伯來語：‎，羅馬化：yīmmaḥ šəmō vəzīḵrō）。

## 用法
該語雖本為希伯來語，但亦可用於其他語言，如意第緒語及英語。它被稱為「典型的猶太人詛咒」。該詛咒可能與其他文化中的「記錄抹煞」有關。

### 被該語詛咒的人物
- 哈曼[12][13][14]
- 沙巴泰·澤維[15][16]
- 博赫丹·赫梅利尼茨基[17]
- 祖瑟夫·史太林[18]
- 阿道夫·希特拉[19][20][21]
- 阿道夫·艾希曼[22]
- 約瑟夫·門格勒[23]
- 其他納粹分子[24][25]